# Orquestra Serramont
L'Orquestra Serramont fou fundada el 1932 pel músic català Martí Montserrat Guillemat (1906-1990), el qual usava com a nom artístic el seu primer cognom, amb l'ordre sil·làbic intercanviat.
Aquesta orquestra, amb noms variants com ara Orquesta Musette de Serramont o Orquesta Musette de Serramont y José Morató, va perdurar més de tres dècades. L'adjectiu musette remet a l'acordió, molt popular en les formacions musicals que actuaven en sales de ball, els anys vint i trenta del segle xx. El mestre Serramont era el que dirigia, alhora que tocava aquest instrument. La seva popularitat va propiciar que enregistrés melodies ballables, algunes pertanyents a pel·lícules d'èxit, en discos de 78 rpm, sota els segells discogràfics Gramófono-Odeón i Columbia.